# Telus
Die Telus Corporation ist ein kanadisches Telekommunikationsunternehmen  mit Hauptsitz in Vancouver, British Columbia. Das Unternehmen wurde 1990 durch Privatisierung der staatlichen Telefongesellschaft Alberta Government Telephones Commission (AGT) gegründet und bietet verschiedene Telekommunikationsleistungen für seine Kunden an. Das Unternehmen betreibt mehrere Niederlassungen und beschäftigt etwa 43.700 Mitarbeiter. Das Unternehmen ist im Aktienindex S&P/TSX 60 sowie an der New-Yorker Börse NYSE gelistet. Telus ist Mitglied der British Columbia Technology Industry Association.

## Geschichte

Clearnet PCS logo

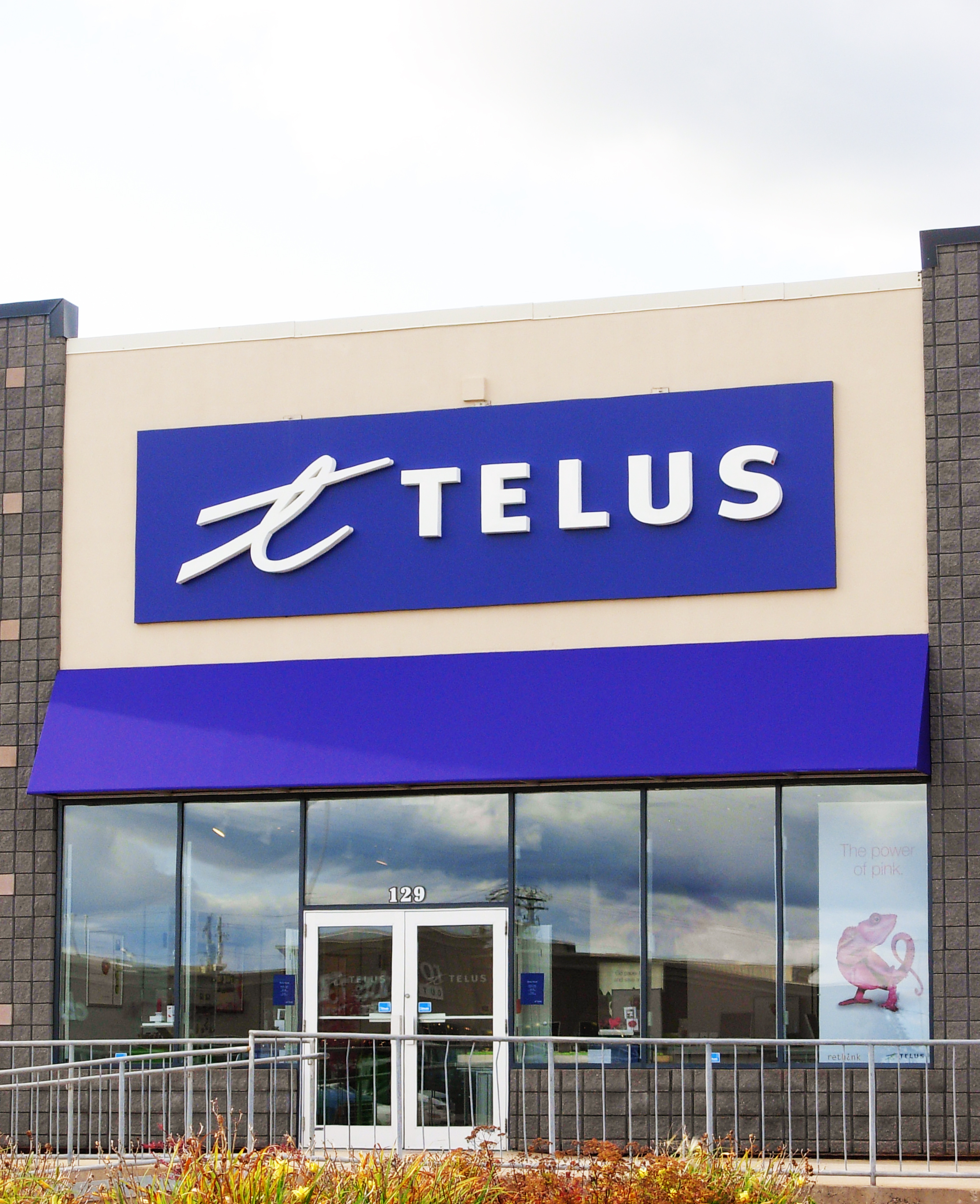
Ein Telus-Geschäft in Moncton, New Brunswick

Telus Communications (Alberta) wurde 1990 von der Provinzregierung Albertas gegründet mit dem Ziel das staatliche Unternehmen zu privatisieren. 1995 erfolgte die Übernahme von  dem städtischen Unternehmen Edmonton Telephones (Ed Tel) und machte somit Telus zum größten Telekommunikationsunternehmen in der Provinz. 1996 wurden die alten Markenbezeichnungen AGT und Edtel vom Markt genommen und die Marke Telus gestärkt. 1999 erfolgte der Zusammenschluss mit BCTel (British Columbia Telephone). Mit dem Zusammenschluss entwickelte sich das Unternehmen zum zweitgrößten Telekommunikationsanbieter mit einem 22 % Marktanteil nach Bell Canada die über einen 42 % Marktanteil verfügten. 1999/2000 erfolgte die Übernahme von ClearNet, einem Mobilfunkanbieter.

## Dienstleistungen
Das Unternehmen bietet Telekommunikationsmöglichkeiten für Privatkunden, Unternehmen und öffentliche Einrichtungen an, hierzu zählen:
- Internetprovider
- Festnetzanbieter
- Mobilfunkanbieter
- sowie Pay-TV

## HSPA+ upgrade
Telus unterzeichnete eine Vereinbarung mit Nokia Siemens Networks und Huawei ein paralleles Kommunikationsnetzwerk, das parallel zum bestehenden CDMA betrieben wurde. Das Projekt begann am 5. November 2009. Das Netzwerk, das gemeinschaftlich von Telus und Bell gebaut wurde, ist das größte HSPA+ Netzwerk in Kanada, mit welchem eine Bevölkerungsversorgung zu 93 % erreicht wird. Telus und Bell teilen sich einige Sendemasten, haben jedoch voneinander abgegrenzte Netzwerke. Das HSPA+ Netzwerk erlaubt eine Download-Geschwindigkeit von bis zu 21 Mbit/s und Roaming in über 200 Ländern. Am 3. August 2010 erhielt Telus als erstes Unternehmen in Nordamerika die Genehmigung, die Upgrademaßnahmen zu veröffentlichen, die es erlaubt das im Bau bestehende HSPA+ Netzwerk mit neuer Technologien auszubauen. Die HSPA+ Dual Cell Technologie ermöglicht es, Daten mit einer Geschwindigkeit von bis zu 42 Mbit/s zu empfangen. Im Februar 2011 begann Telus die Netzwerke mit HSPA+ Dual Cell Technologie in Vancouver, Calgary, Edmonton, Ft. McMurray, Whistler, Camrose, Winnipeg und Toronto auszurüsten.

## Niederlassungen
- Alberta
- British Columbia
- Manitoba
- New Brunswick
- Newfoundland
- Northwest Territories
- Nova Scotia
- Nunavut
- Ontario, (Telus Tower, Toronto)
- Prince Edward Island
- Québec
- Saskatchewan
- Yukon
- USA
- International (Das Unternehmen beschäftigt 9000 Mitarbeiter auf den Philippinen, weitere 300 Mitarbeiter in Guatemala)